# Guillerme Vázquez
Guillerme Vázquez Vázquez, nacido en Pontevedra en 1952, es un político, profesor y médico español, integrante del Bloque Nacionalista Galego (BNG). El 10 de mayo de 2009 fue designado por votación para ocupar el cargo de Portavoz Nacional de este partido, dimitiendo del cargo tras las elecciones autonómicas gallegas de 2012.

## Ámbito político
Licenciado en Medicina y Cirugía por la Universidad de Santiago de Compostela, fue profesor en el instituto de secundaria Frai Martín Sarmiento de Pontevedra.
Fue elegido diputado del BNG en el Parlamento de Galicia en 1993 por la circunscripción de Pontevedra, cargo que compaginó con el de concejal en Pontevedra a partir de 1995. En 1996 figura como cabeza de lista del BNG por la provincia de Pontevedra a las elecciones al Congreso, resultando elegido. Renovó el puesto en el año 2000 y dimitió en 2003, por lo que fue sustituido por Olaia Fernández Davila. 
En 2003 vuelve a ser elegido concejal en Pontevedra y ocupa diversas responsabilidades en el gobierno de coalición del BNG con el apoyo del PSdeG.
Después de las elecciones autonómicas gallegas de 2009, y tras la dimisión de la ejecutiva en pleno del BNG, se abrió un proceso de renovación de los organismos de dirección del frente. Dentro de ese proceso Guillerme Vázquez fue escogido para encabezar la lista impulsada por la Unión do Povo Galego (UPG) y por militancia independiente (como el propio Vázquez), denominada Alternativa pola Unidade, que lo propone como candidato a Portavoz Nacional del BNG. Así, el 10 de mayo de 2009 su candidatura fue la designada para ocupar la portavocía nacional del BNG.
El 17 de marzo de 2013 fue sustituido como Portavoz Nacional del BNG por Xavier Vence, luego de que Vázquez hubiese presentado su renuncia tras los resultados obtenidos en las elecciones galegas de 2012. Actualmente ha vuelto a impartir clases en un centro pontevedrés.